# サター・ヘルス・パーク
サター・ヘルス・パーク（英語: Sutter Health Park）は、アメリカ合衆国カリフォルニア州のウェストサクラメントにある野球場。サンフランシスコ・ジャイアンツ傘下AAAサクラメント・リバーキャッツの本拠地である。また2025年からMLBのアスレチックスの暫定本拠地として使用されている。

## 歴史
2000年完成。地元に拠点を置く小売業のラリーズ・スーパーマーケット社がネーミングライツを20年1500万ドルで取得し、ラリー・フィールド（Raley Field）と名付けた。その後サクラメントに本社を構えるサター・ヘルスが新たにネーミングライツを取得し、2020年シーズンからサター・ヘルス・パークに改名された。
2012年からはアメリカンフットボール、ユナイテッド・フットボールリーグ所属のサクラメント・マウンテンライオンズも本拠地としていた。
なおメジャーリーグベースボールのオークランド・アスレチックスが、2028年にネバダ州ラスベガスへ本拠地移転するまでのつなぎとして、オークランド・アラメダ・カウンティ・コロシアムを離れ、当球場を2025年から2027年まで暫定本拠地として用いることが決定している。